# Carbouère
Le Carbouère, est un cours d'eau qui traverse les départements des Pyrénées-Atlantiques et des Hautes-Pyrénées.

## Géographie
Il prend sa source sur la commune de Ger et se jette dans le Louet à Bentayou-Sérée.

### Communes et départements traversés

#### Pyrénées-Atlantiques
- Aast
- Bentayou-Sérée
- Ger
- Montaner
- Ponson-Debat-Pouts
- Ponson-Dessus
- Pontiacq-Viellepinte

#### Hautes-Pyrénées
- Escaunets
- Gardères
- Séron

## Affluents
- ruisseau le Lac